# Kitarubeki sekai
Kitarubeki sekai (jap. 来るべき世界) – manga autorstwa Osamu Tezuki, wydana w 1951 roku nakładem wydawnictwa Fuji Shobō.
Jest to trzecie i ostatnie dzieło z tego, co uznaje się za wczesną trylogię science fiction Osamu Tezuki, składającą się z Lost World – Zenseiki (1948), Metropolis (1949) oraz Kitarubeki sekai (1951). Choć są to odrębne, samodzielne historie, często są zbierane razem w wydaniach zbiorczych.

## Fabuła
Kitarubeki sekai jest parodią napiętych relacji między Stanami Zjednoczonymi (przedstawionymi jako „Naród Gwiazd”) a ZSRR (przedstawionym jako „Federacja Uranu”) w trakcie zimnej wojny. Główna fabuła koncentruje się na testach atomowych, które doprowadzają do powstania nowej rasy zmutowanych zwierząt – Fumoonów. Obdarzone niezwykłą inteligencją oraz zdolnościami psychicznymi, Fumoony opracowują plan ratunkowy mający na celu ewakuację setek zwierząt i garstki ludzi z Ziemi. Ich celem jest ocalenie życia przed śmiercionośną, toksyczną chmurą zbliżającą się do planety. Tymczasem dwa zwaśnione supermocarstwa nieuchronnie zbliżają się do otwartego konfliktu.

## Fumoon
Fumoon (jap. フウムーン Fuumūn) to japoński telewizyjny film animowany z 1980 roku, stworzony na potrzeby corocznego 24-godzinnego programu charytatywnego stacji Nippon TV – Ai wa Chikyū o suku (jap. 愛は地球を救う, „Miłość ratuje Ziemię”). Fabuła oparta jest na mandze Kitarubeki sekai.

### Obsada
Źródło.
- Hiroki Suzuki jako Kenichi Shikishima
- Junpei Takiguchi jako dr Kagashi Yamadano
- Kaneto Shiozawa jako Rock Clock
- Kenji Utsumi jako Kei Gamata
- Kōsei Tomita jako Higeoyaji (Shunsaku Ban)
- Mari Okamoto jako Rococo
- Minori Matsushima jako Peach
- Chikao Ōtsuka jako Lednof i Nikolai Rednov
- Hisashi Katsuta jako dr Ochanomizu
- Ichirō Nagai jako Notarian
- Kazuya Tatekabe jako Tabasco
- Ken’ichi Ogata jako Borokin
- Kumiko Takizawa jako  Cocoa
- Minoru Midorikawa jako Suntory Whisky
- Ryōko Kinomiya jako Mozu
- Shigezō Sasaoka jako Gamata's Thug
- Tamio Ōki jako dr Frankenstein